# Kümmernitztal
Kümmernitztal är en kommun i Landkreis Prignitz i delstaten Brandenburg, Tyskland.
Kommunen bildades 31 december 2001 genom en sammanslagning av de tidigare kommunerna Grabow-Buckow och Preddöhl.
Kommunen ingår i kommunalförbundet Amt Meyenburg tillsammans med kommunerna Gerdshagen, Halenbeck-Rohlsdorf, Marienfliess, och Meyenburg.